# Hiroshi Nishihara
Hiroshi Nishihara（西原寛 [にしはら ひろし]) (21 de marzo de 1955 (70 años) es un químico de origen japonés y profesor de Química en la Universidad de Tokio en Japón. 
Actualmente dirige el departamento de Química y el Laboratorio de Química Inorgánica de la Universidad de Tokio, es un distinguido profesor, investigador y pionero en el campo de la síntesis y la electroquímica de polímeros conductores que poseen compuestos metálicos.
Su investigación se centra en la creación de nuevos materiales electro- y foto-funcionales que contienen tanto metales de transición como cadenas de π-conjugados. Así como en la invención de sistemas de transferencia de electrones unidireccionales utilizando interfaces de capa molecular. Actualmente es vicepresidente de la Sociedad Electroquímica de Japón, y el representante regional de Japón para la Sociedad Internacional de Electroquímica (ISE).

## Formación y experiencia profesional
- 1977 B.Sc. (Química), Universidad de Tokio
- 1982 D.Sc. (Química), Universidad de Tokio (Profesor Yukiyoshi Sasaki)
- 1982-1990 Investigador Asociado, Facultad de Ciencia y Tecnología, Universidad de Keio (Profesor Kunitsugu Aramaki)
- 1987-1989 Investigador Asociado Visitante, Universidad de Carolina del Norte en Chapel Hill (Profesor Royce W. Murray)
- 1990 Profesor Titular de Escuela Universitaria, Facultad de Ciencia y Tecnología, Universidad de Keio
- 1992 Profesor Asociado, Facultad de Ciencia y Tecnología, Universidad de Keio (Química de Interfase)
- 1993-1996 Investigador, PRESTO, Agencia de Ciencia y Tecnología de Japón (Supervisor de la Investigación: Prof. K. Honda)
- 1996-presente Profesor, Departamento de Química, Escuela de Ciencias, Universidad de Tokio (Química Inorgánica)

## Líneas de investigación
Química de Coordinación, Química Organometálica, Electroquímica, Fotoquímica, Nanomateriales

## Premios y distinciones
- 1994 Young Scholar Lectureship, The Chemical Society of Japan
- 2003 The Chemical Society of Japan, Premio al trabajo creativo en 2002
- 2005 ‘Lectureship’ de la Universidad de Burdeos
- 2009 ‘Professorship’ de la Universidad de Estrasburgo
- 2011 Doctor honoris causa de la Universidad de Burdeos
- 2012 ‘Lectureship’ en la distinguida serie de conferencias de la Universidad de Hong Kong Baptist
- 2014 Miembro de la Royal Society of Chemistry
- 2014 Ministerio de Educación, Cultura, Deportes, Ciencia y Tecnología de Japón (MEXT) Premio de Ciencia y Tecnología 2014

## Artículos
- "Azo-and quinone-conjugated redox complexes—photo-and proton-coupled intramolecular reactions based on d–π interaction." Kurihara, M., & Nishihara, H., Coordination chemistry reviews, 2002, 226(1), 125-135.[1]
- "Combination of redox-and photochemistry of azo-conjugated metal complexes." Nishihara, H., Coordination chemistry reviews, 2005, 249(13), 1468-1475.[2]
- "Construction of redox-and photo-functional molecular systems on electrode surface for application to molecular devices." Nishihara, H., Kanaizuka, K., Nishimori, Y., & Yamanoi, Y., Coordination Chemistry Reviews, 2007, 251(21), 2674-2687.[3]
- "Photosynthetic hydrogen production" Allakhverdiev, S. I., Thavasi, V., Kreslavski, V. D., Zharmukhamedov, S. K., Klimov, V. V., Ramakrishna, S., Losa, D. A., Mimurod, M., Nishiharae, H., Carpentierf, R., Journal of Photochemistry and Photobiology C: Photochemistry Reviews, 2010, 11(2), 101-113.
- "Arylethynylanthraquinone and Bis (arylethynyl) anthraquinone: Strong Donor-Acceptor Interaction and Proton-induced Cyclization to Form Pyrylium and Dipyrylium Salts." Sakamoto, R., Rao, K. P., & Nishihara, H., Chemistry Letters, 2011, 40(12), 1316-1326.[4]
- "Bis (terpyridine) metal complex wires: Excellent long-range electron transfer ability and controllable intrawire redox conduction on silicon electrode." Sakamoto, R., Katagiri, S., Maeda, H., & Nishihara, H., Coordination Chemistry Reviews, 2013, 257(9), 1493-1506.
- "Coordination Programming-A Concept for the Creation of Multifunctional Molecular Systems" Nishihara, H., Chem. Lett, 2014, 43, 388-395.
- "π-Conjugated bis (terpyridine) metal complex molecular wires." Sakamoto, R., Wu, K. H., Matsuoka, R., Maeda, H., & Nishihara, H., Chemical Society Reviews. 2015.[5]
- Molecular wires. Guldi, D. M., Nishihara, H., & Venkataraman, L., Chemical Society Reviews, 2015, 44(4), 842-844.[6]